# Armée de Mayence

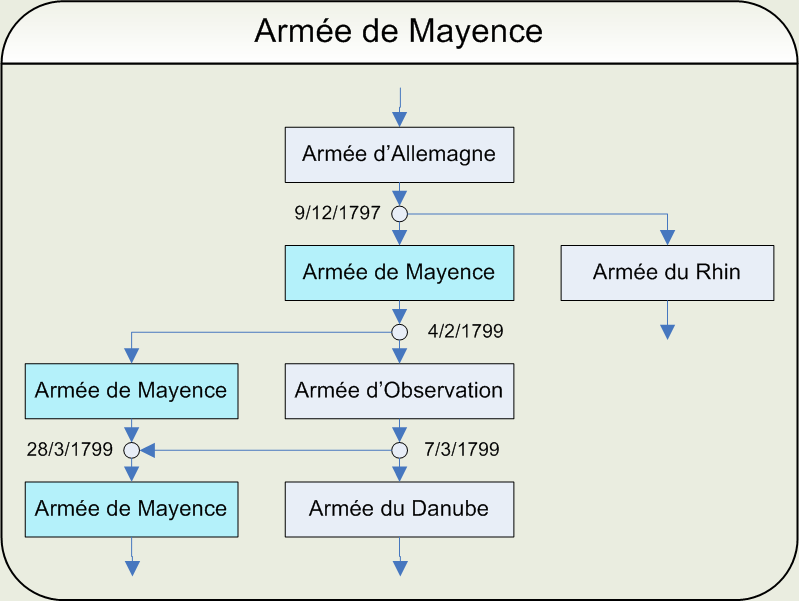
Évolution de l'armée de Mayence

Armée de Mayence est le nom donné officiellement à une des armées de la République, formée sous le Directoire le 9 décembre 1797 ; c'est aussi le nom donné couramment aux soldats de l'Armée du Rhin qui formaient la garnison de Mayence de 1792 à 1793, et qui, après que la ville a été reprise par les coalisés, furent laissés libres et purent être envoyés combattre l'insurrection vendéenne.

## L'armée de Mayence de 1793

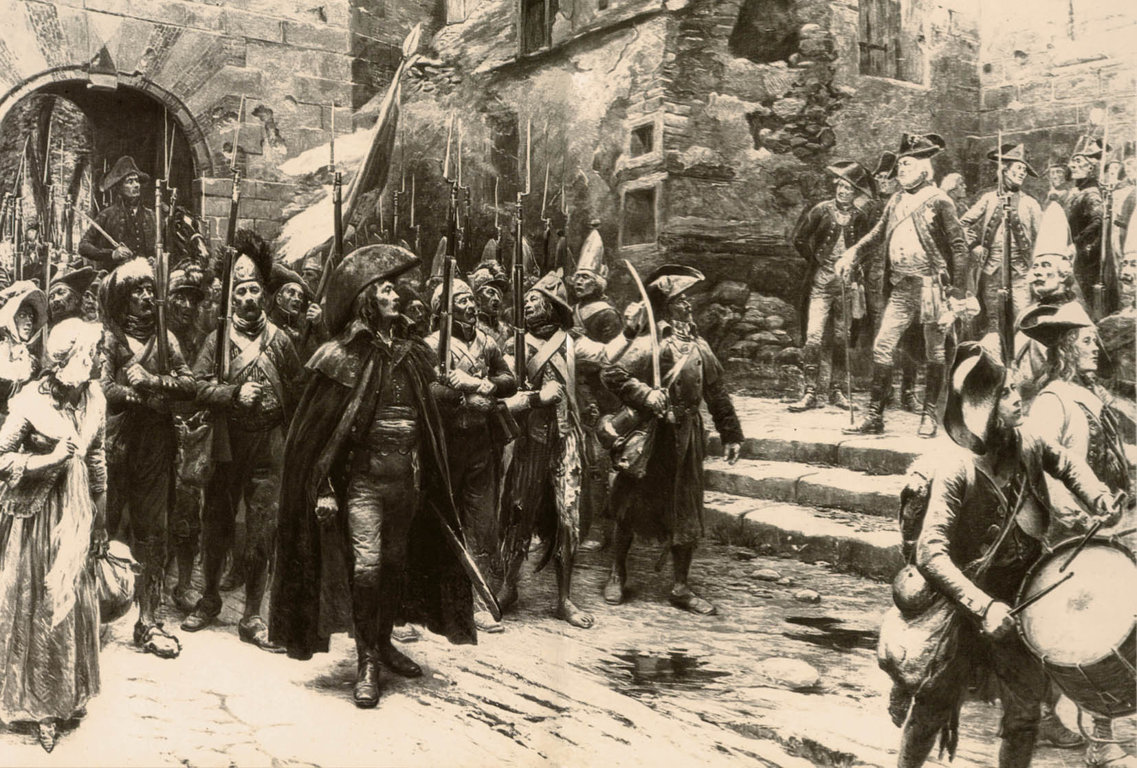
Reddition de Mayence, huile sur toile d'Alphonse Lalauze, 1908.

L'armée de Mayence de 1793 est formée par la garnison française de la ville allemande de Mayence, qui a capitulé le 23 juillet, après un siège de trois mois imposé par l'armée prussienne. La garnison a obtenu les honneurs de la guerre pour sa forte résistance et a été autorisée à repartir libre en France, en échange du serment de ne pas combattre les armées de la coalition pendant une année.
Le 1er août 1793, la Convention nationale adopte le « décret relatif aux mesures à prendre contre les rebelles de Vendée », qui ordonne notamment le déploiement dans l'Ouest de l'Armée de Mayence.
Partie début août de Mayence, l'armée de Mayence, forte de 10 000 hommes environ, était le 17 à Orléans, le 21 à Tours, le 30 à Saumur avant de rejoindre Angers et Nantes pour être placée sous les ordres du général en chef de l'armée des côtes de Brest, pour attaquer les ennemis sur leurs arrières et leur interdire la communication avec les ennemis du dehors.
Le 6 septembre, l'Armée de Mayence fait son entrée dans Nantes. Elle est alors forte de 14 000 à 15 000 soldats aguerris, commandés par les généraux Aubert du Bayet, Kléber, Beaupuy, Haxo, Vimeux et Scherb.

### Composition de l'armée de Mayence
Au 8 octobre 1793, l'armée de Mayence, commandée par le général Kléber, avait son quartier général à Montaigu (657 officiers - 9 737 volontaires présents - 4 498 hommes aux hôpitaux - 24 canons). La plus grande partie des hommes aux hôpitaux était restée en route après le départ de Mayence.
Voir aussi : Bataille de Tiffauges (développement spécifique) ; Kléber ; Guerre de Vendée ; Deuxième bataille de Cholet, etc.
Environ 14 000 à 15 000 soldats « Mayençais » prennent part à la guerre de Vendée. Parmi ces derniers, plus de 2 500 y trouvent la mort, dont 60 % au combat — alors que cette proportion est plutôt de 30 % en moyenne pour l'ensemble des guerres de la Révolution — et 23 % de maladie. La moitié des décès survient lors de quatre derniers mois de l'année 1793.

## L'armée devant Mayence de 1794
L'armée devant Mayence est créée le 29 décembre 1794 pour permettre au général Kléber de reprendre Mayence. Cette armée est composée de l'aile droite de l'armée de la Moselle et de l'aile gauche de l'armée du Rhin. Elle n'est toutefois pas considérée comme une véritable armée, car elle reste sous l'autorité de l'armée du Rhin.

## L'armée de Mayence de 1797

### Création et mutations
- Elle fut créée par l'arrêté du 9 décembre 1797 (19 frimaire an VI), mis à exécution les 14 et 16 décembre, divisant l'armée d'Allemagne en armée de Mayence et en armée du Rhin
- Par arrêté du 3 février 1799 (15 pluviôse an VII), mis en exécution du 4 au 9 février, une nouvelle armée est formée sous la dénomination d'armée d'Observation dans l'arrondissement de l'armée de Mayence.
- Par arrêté du 28 mars 1799, la fraction de l'armée d'Observation, restant après la constitution de l'armée du Danube, est intégrée dans l'armée de Mayence

### Généraux
- du 16 décembre 1797 au 29 juillet 1798 : général Hatry
  - du 5 juin au 20 novembre, subordonnément, le corps du Haut-Rhin : général Lefebvre
- du 30 juillet au 7 octobre 1798 : général Joubert
- du 8 au 25 octobre 1798, par intérim : général Lefebvre
- du 26 au 31 octobre 1798, par intérim : général Férino
- du 1er novembre 1798 au 6 mars 1799 : général Jourdan, avec le commandement supérieur sur l'armée d'Helvétie par arrêté du 5 novembre 1798, et depuis le 9 février sur l'armée d'Observation
  - du 9 au 18 février, provisoirement et subordonnément à Jourdan, l'armée d'Observation : général Delaborde
  - du 24 février au 8 avril, subordonnément à Jourdan, l'armée d'Observation : général Bernadotte